# مونتيفاركي
مونتيفاركي هي بلدة وكومونا تقع في مقاطعة أريتسو، توسكانا، إيطاليا.